# Paolo Schiavo
Paolo Schiavo, wł. Paolo de Stefano Badaloni (ur. 1397 we Florencji, zm. 1478 w Pizie) – włoski malarz.

## Życiorys

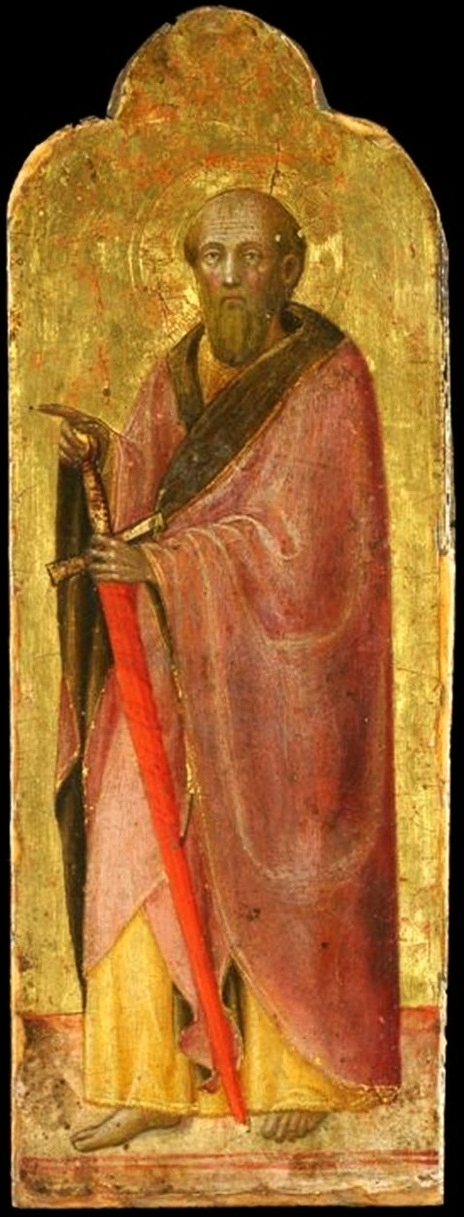
Św. Paweł, około 1430, Muzeum Narodowe we Wrocławiu

Urodził się we Florencji, tam też rozpoczął naukę malarstwa. Uczył się w Arte dei Medici e Speziali od 8 grudnia 1429 roku. Według G. Vasariego wzorował się na pracach Masolino, co potwierdza kilka zachowanych i podpisanych prac, m.in. fresk Dziewica i Dzieciątko na tronie wśród świętych (1436), fresk Ukrzyżowanie z adorującymi zakonnicami (1447–1448), freski z adoracją trzech magów i przedstawienia świętych.